# Mantellidae
Mantellidae là một họ động vật lưỡng cư trong bộ Anura. Họ này có 205 loài. Chúng được tìm thấy ở Madagascar và Mayotte.

## Phân loại học
Họ Mantellidae gồm các chi sau:
- Phân họ Boophinae Vences & Glaw, 2001					
  - Chi Boophis Tschudi, 1838
- Phân họ Laliostominae Vences & Glaw, 2001
  - Chi Aglyptodactylus Boulenger, 1919
  - Chi Laliostoma Glaw, Vences & Böhme, 1998
- Phân họ Mantellinae Laurent, 1946
  - Chi Blommersia Dubois, 1992
  - Chi Boehmantis Glaw & Vences, 2006
  - Chi Gephyromantis Methuen, 1920
  - Chi Guibemantis Dubois, 1992
  - Chi Mantella Boulenger, 1882
  - Chi Mantidactylus Boulenger, 1895
  - Chi Spinomantis Dubois, 1992
  - Chi Tsingymantis Glaw, Hoegg & Vences, 2006
  - Chi Wakea Glaw & Vences, 2006

## Hình ảnh

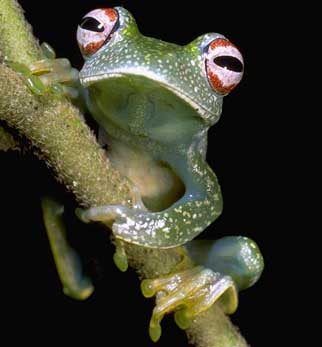
Boophis anjanaharibeensis
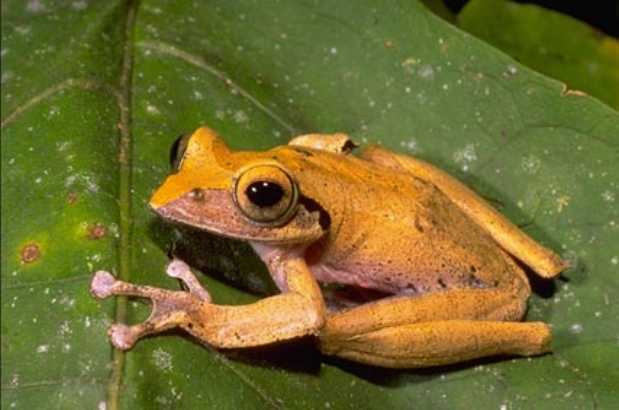
Boophis brachychir
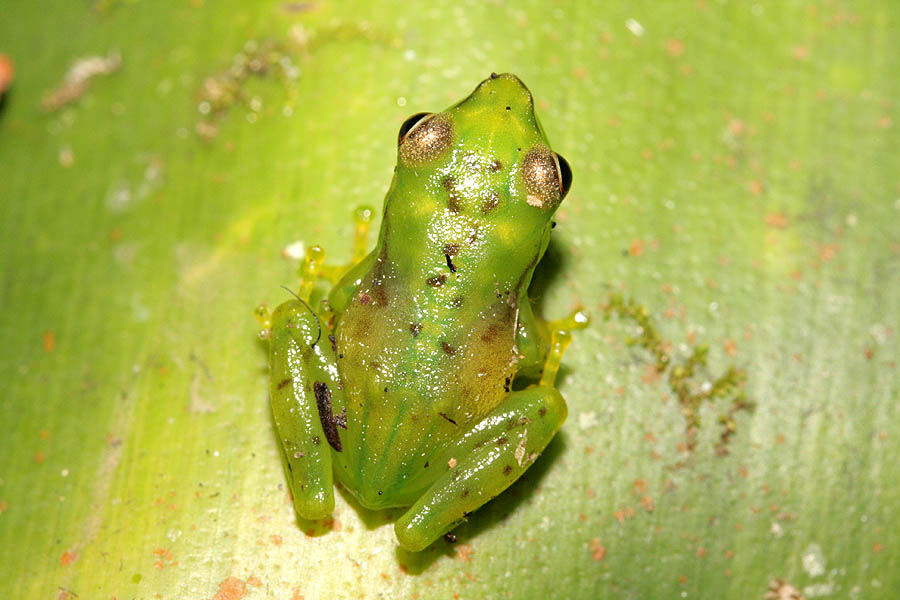
Boophis jaegeri
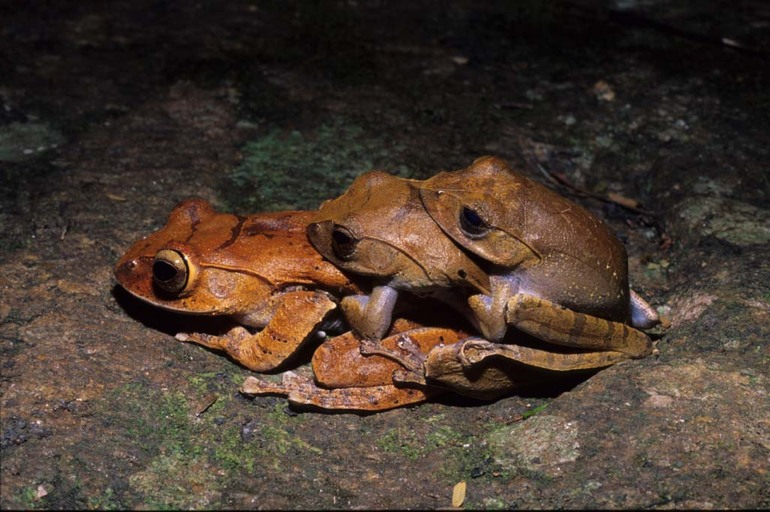
Boophis madagascariensis
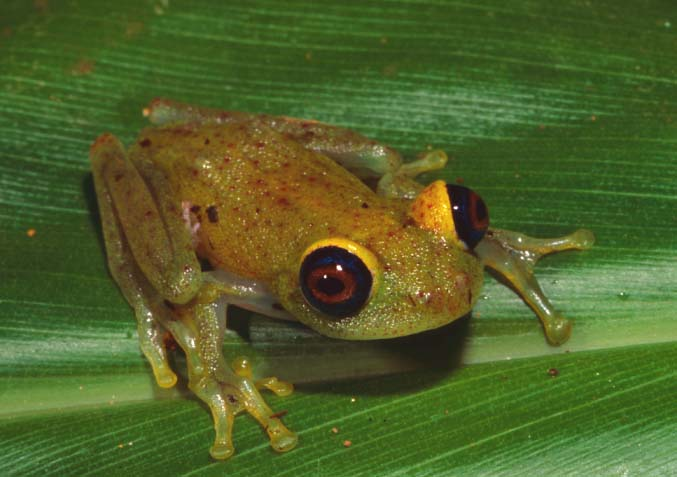
Boophis viridis
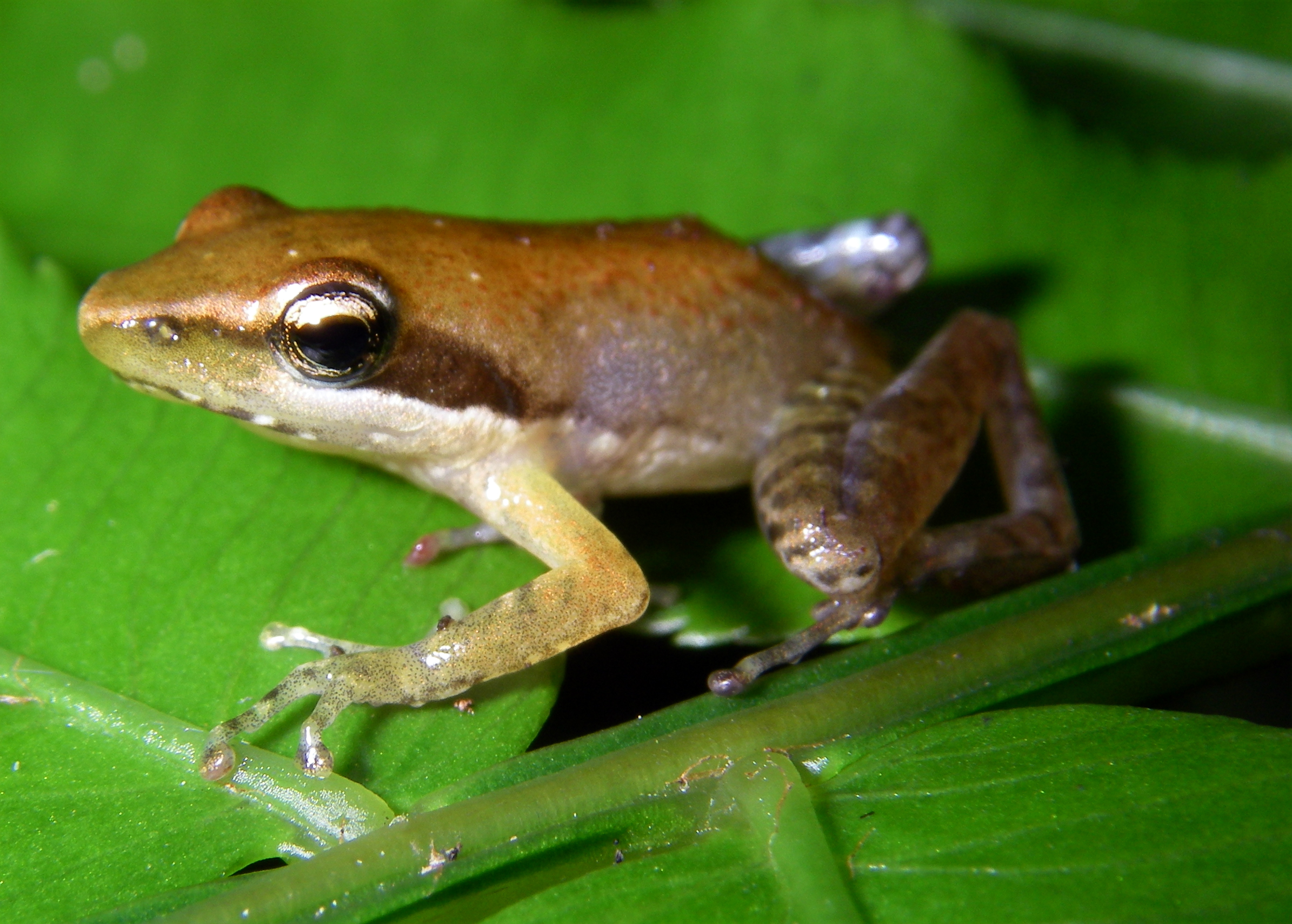
Blommersia blommersae
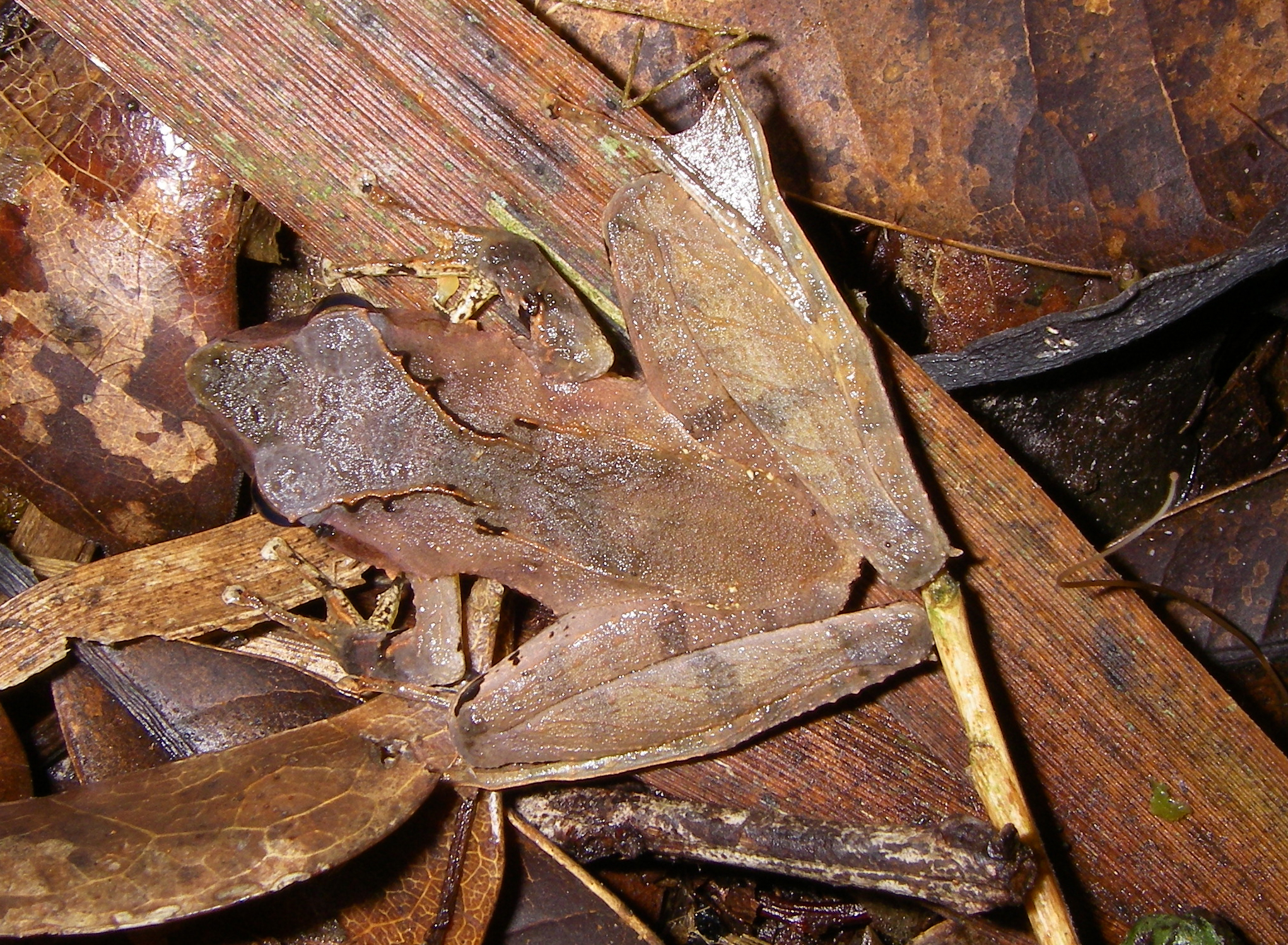
Gephyromantis sculpturatus
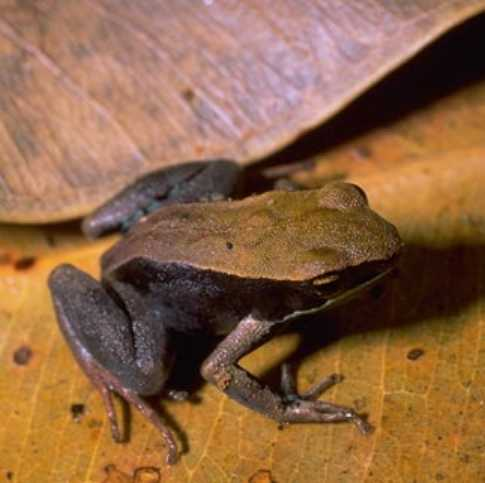
Mantella betsileo
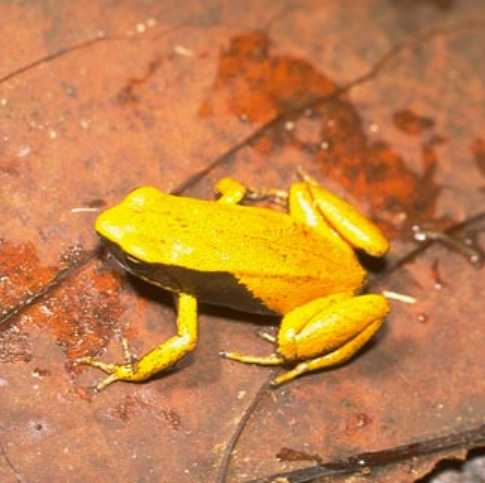
Mantella crocea
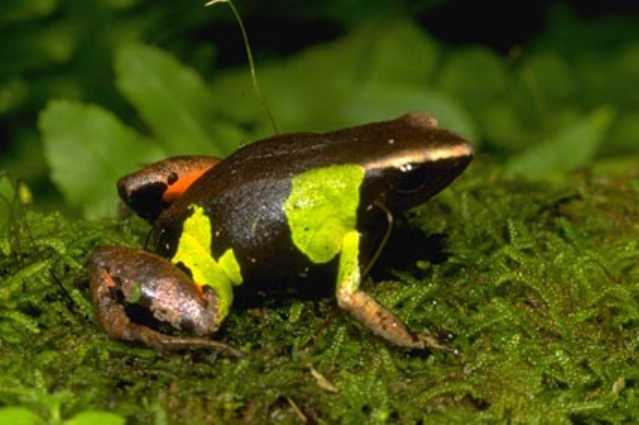
Mantella pulchra
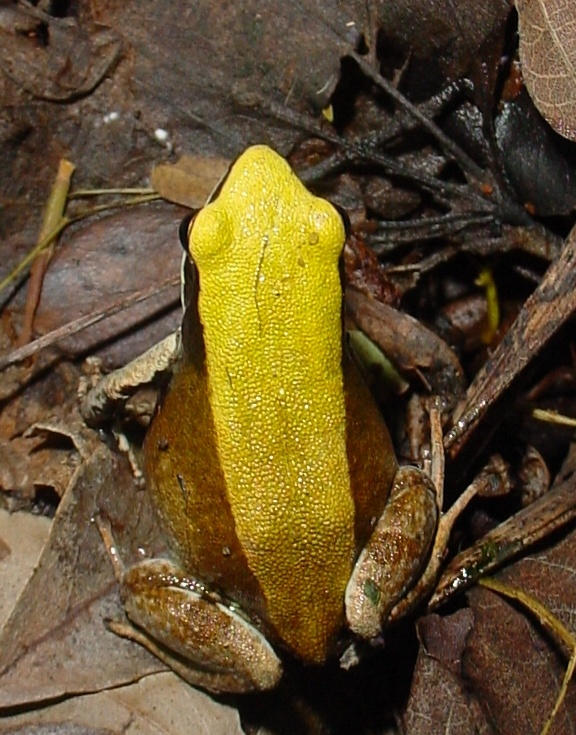
Mantella viridis
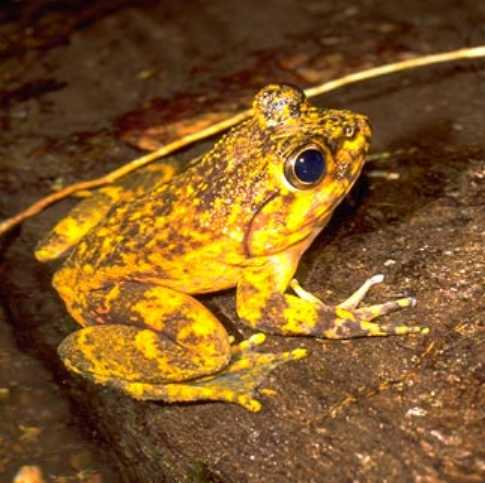
Mantidactylus grandidieri
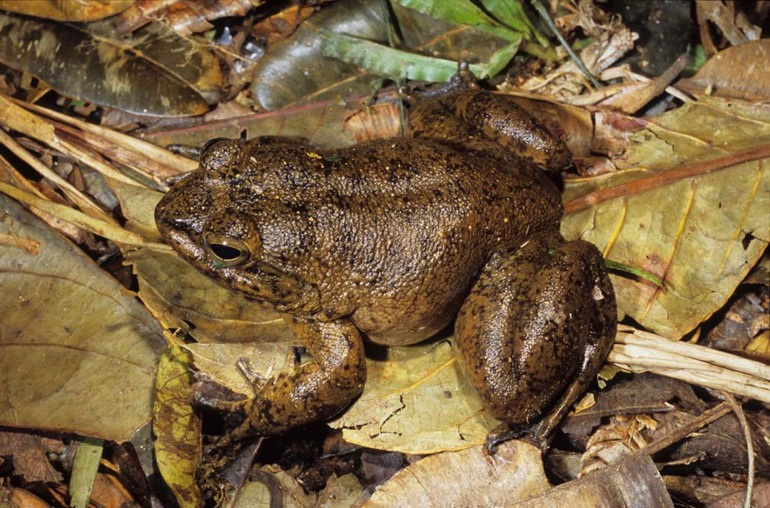
Mantidactylus guttulatus
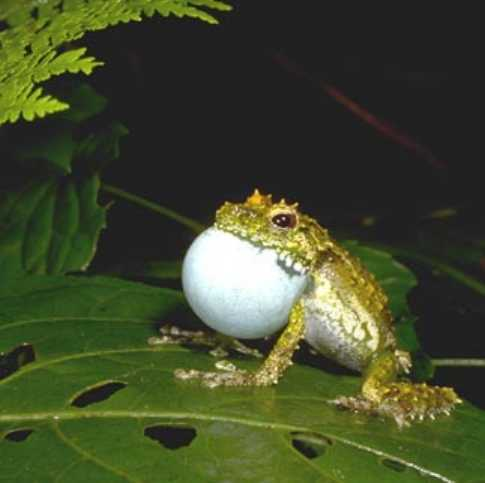
Spinomantis phantasticus
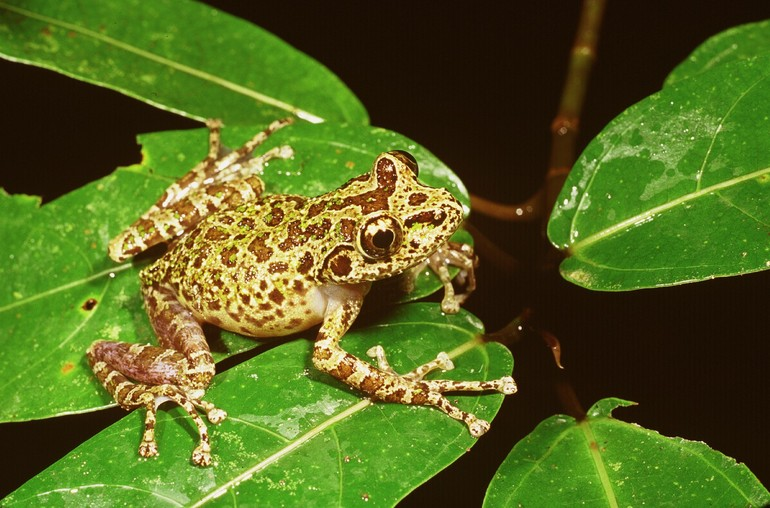
Spinomantis peraccae